# Вендрамини, Лев Францевич
Лев Фра́нцевич Вендрами́ни, Вандрамини (1812 — 14 [26] июля 1857, Санкт-Петербург, похоронен на Смоленском лютеранском кладбище [юго-восточная часть]) — русский архитектор итальянского происхождения, сын гравёра Франческо Вендрамини; академик архитектуры Императорской Академии художеств (с 1844; ассоциированный член — «назначенный» с 1830).

## Биография
Учился в Императорской Академии художеств. Получил звание «назначенного в академики» (1830). Звание академика (1844) за программу «Проект дома для полицейского управления одной части столицы»

### Известные постройки
Известными работами архитектора Л. Ф. Вендрамини являются:
- Особняк Кологривовой. Якубовича ул., 20 (1840)[7][8];
- Особняк У. А. Сенявина — особняк Г. А. Корпуса. 1-я линия ВО, 4 (1842)[9][8];
- Особняк У. А. Сенявина — особняк Г. А. Корпуса (флигель). Репина ул., 3 (1842)[10];
- Дом И. Л. Лазарева — современный Театр музыкальной комедии. Итальянская ул., 13А (1842—1846)[11][8];
- Особняк князя П. А. Урусова — Особняк Мусиных-Пушкиных. Перестройка. Литейный пр., 19 (1848)[12][13];
- Дом графа П. А. Клейнмихеля — дом Колзаковых — дом княгини Н. В. Оболенской-Нелединской-Мелецкой. Литейный пр., 23 / ул. Пестеля, 25 (1849)[14][15]
- Дом Петерсона — Дом Лобановых-Ростовских. Большая Морская ул., 31 (1852)[16][17];
- Доходный дом. Московский пр., 38 (1856)[18].